# Manchester (region Jamajki)
Manchester – jeden z 14 regionów Jamajki. Znajduje się w południowo-centralnej części wyspy. Jest szóstym co do wielkości regionem Jamajki. Większe miasta w regionie: Christiana, Mile Gully, Newport, Porus, Williamsfield.